# Chantilly (krajka)

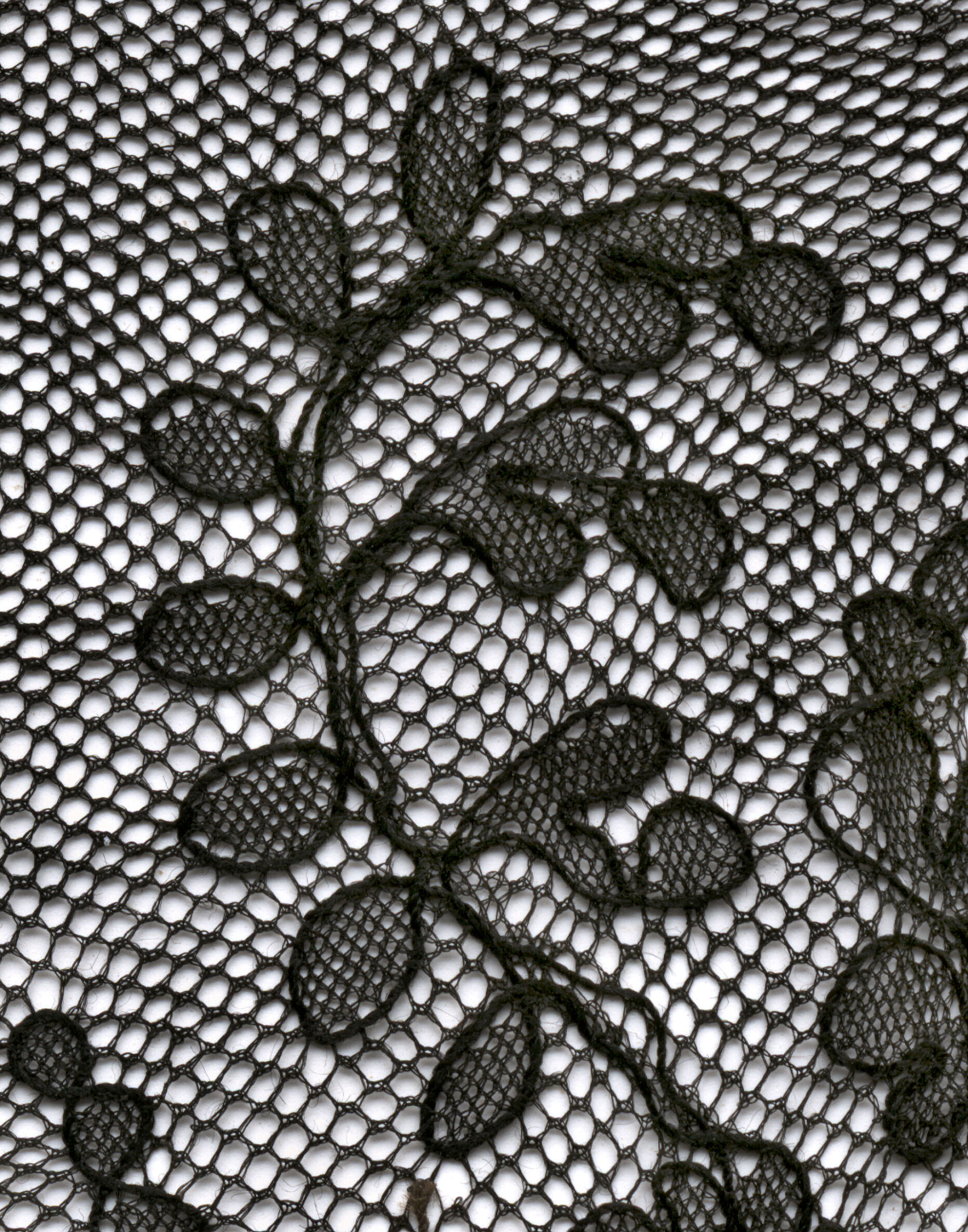
Detail ručně zhotovené chantilly

Chantilly je paličkovaná krajka z černé hedvábné příze

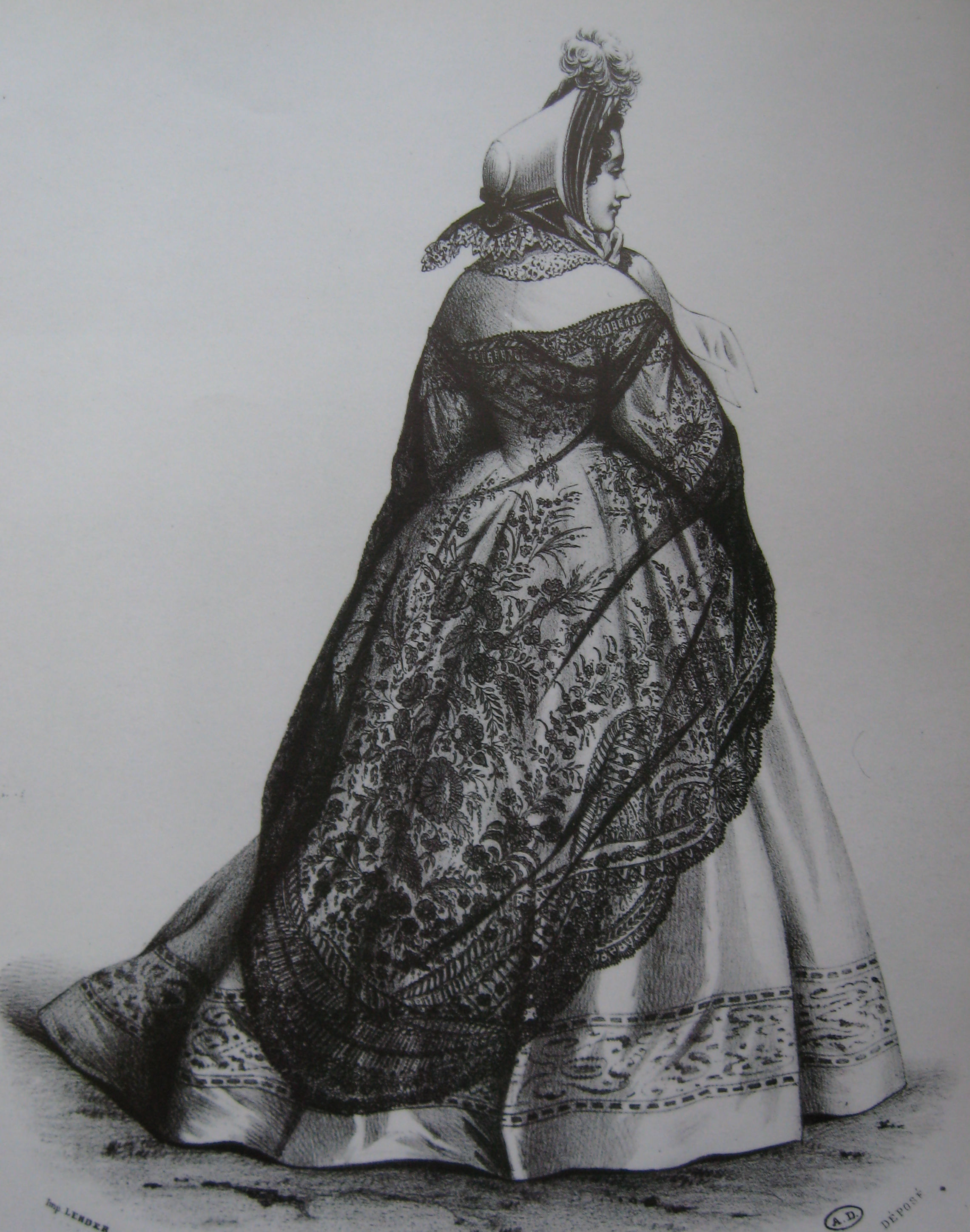
Chantilly z roku 1865

## Z historie chantilly
Krajka zhotovená podobným způsobem se nosila už v 17. století, ale v 18. století došlo ke skutečnému rozmachu výroby tohoto druhu krajek v městečku Chantilly a varianty nebo imitace těchto výrobků se jménem chantilly označují ještě i v 21. století.
V 19. století byla pracovní síla v Chantilly (v okolí Paříže) příliš drahá, proto se chantilly začaly vyrábět v Bayeux, v Grammond (např. v okolí Calvados se v polovině století zabývalo s chantilly na 50 000 krajkářek) a později i za hranicemi Francie.
 Asi od poloviny 19. se chantilly vyrábějí na bobinetovém stroji a od 20. století pocházejí tyto krajky také z rašlů.
Na začátku 21. století se z chantilly šijí např. luxusní oděvy, erotické spodní prádlo aj. O rozsahu výroby nejsou zveřejňovány žádné údaje.

## Způsoby zhotovení

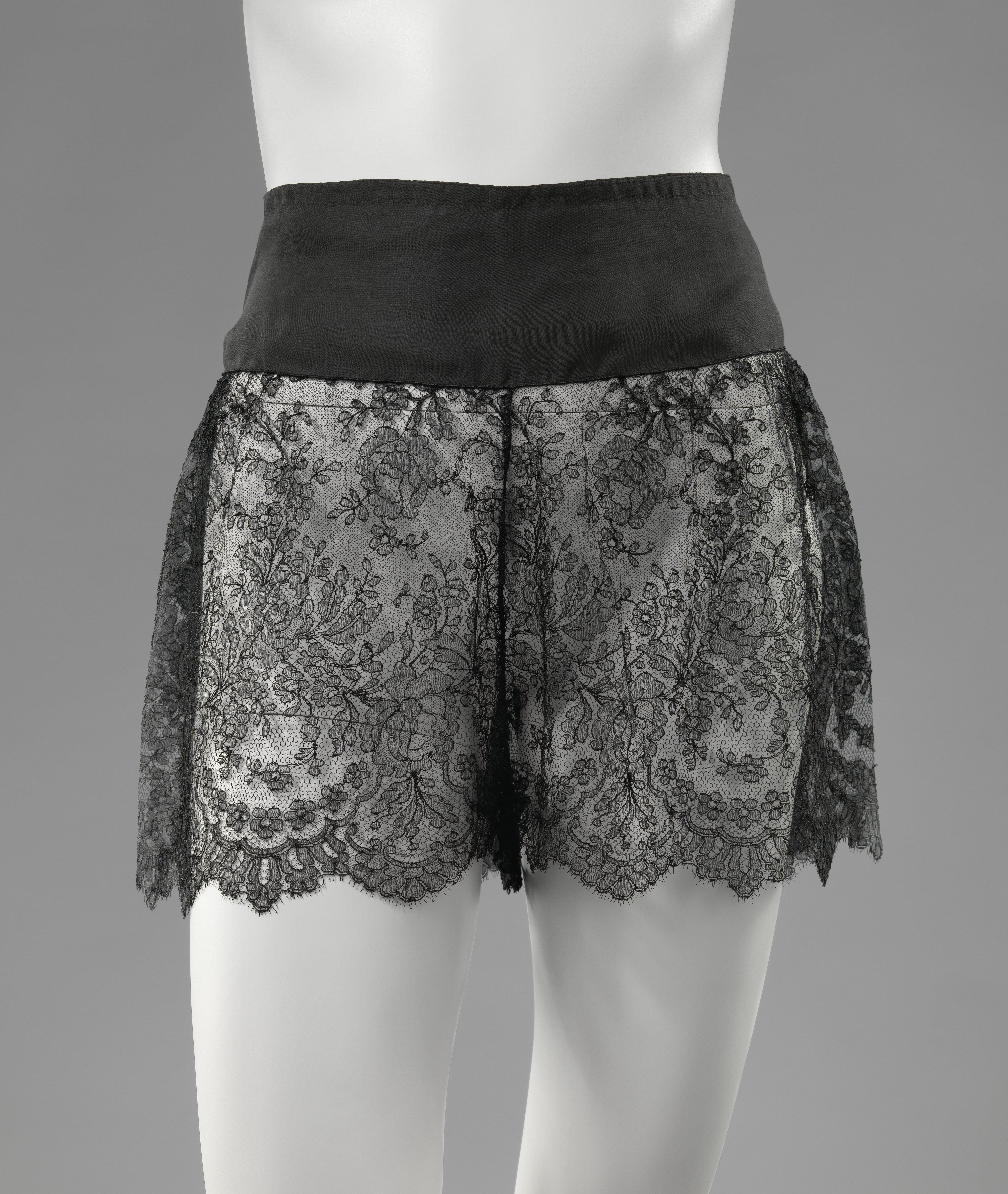
Chantilly z bobinetových strojů (Belgie z 20. let 20. století)

### Ruční paličkování
Na paličkovaném tylovém podkladu (známém už od 17. století) se zhotovily polohodem ornamenty a zdůraznily konturami z tlustější niti. Na chantilly se používala výhradně černě (oxydem železitým) obarvená grenadine, matná hedvábná příze se zákrutem až 2000/m v jemnostech 2-12 tex.

### Chantilly z bobinetů
Na bobinetových strojích se vyrábí chantilly speciální dvouosnovní (Grundbaum) technikou. Vyznačuje se bohatým vzorováním s odstíněným vyobrazením listů a květů. Oproti historickým ručně paličkovaným ornamentům s hladkým povrchem jsou na bobinetech znatelné vroubky tvořené příčnou nití, zpravidla hrubší než ostatní materiál na krajce. Bobinetové chantilly se zařazují ke skupině krajek „bobbinfining“.

### Chantilly pletené na rašlech
Na rašlových strojích se dá chantilly napodobit pletením s použitím vzorovací útkové niti.

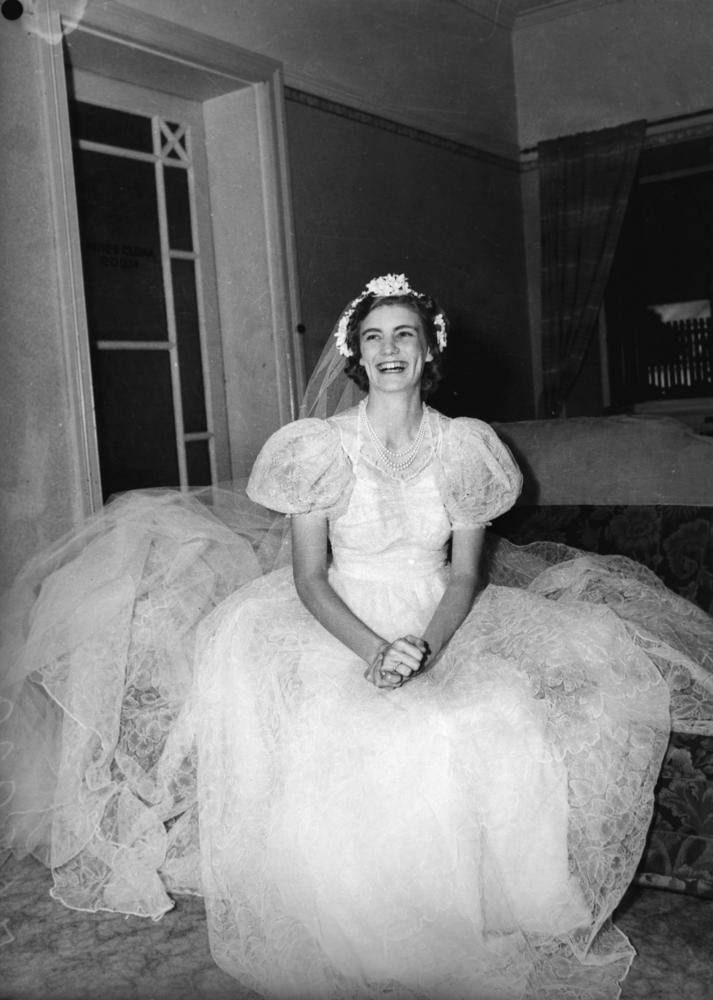
Svatební šaty z bílé chantilly (Austrálie 1940)